# Frank Kühne (Fußballspieler)
Frank Kühne (* 30. Oktober 1957) ist ein ehemaliger deutscher Fußballspieler. Für den 1. FC Lokomotive Leipzig und die BSG Chemie Leipzig spielte er in der DDR-Oberliga, der höchsten Spielklasse im DDR-Fußball.

## Sportliche Laufbahn
Von der Betriebssportgemeinschaft (BSG) Empor Wurzen gekommen, wurde Frank Kühne 1974 mit dem 1. FC Lok Leipzig DDR-Junioren-Meister. Während Kühne am Titelgewinn nur mit einigen Einsätzen als Einwechselspieler beteiligt war, gehörte er in der Saison 1974/75 als Stürmer zum Stammaufgebot in der Juniorenmannschaft. Als der 1. FC Lok 1976 erneut Juniorenmeister wurde, hatte Frank Kühne in allen 26 Junioren-Oberligaspielen mitgewirkt und war mit fünfzehn Toren zweitbester Torschütze der Leipziger geworden. Zur Saison 1976/77 wurde Kühne in die Nachwuchsmannschaft von Lok Leipzig übernommen, in der er bis 1981 in der Nachwuchsoberliga weiterhin im Angriff spielte. Am 11. April 1981 kam er zu seinem ersten Einsatz in der DDR-Oberliga. In der Begegnung des 20. Spieltages 1. FC Lok – Chemie Leipzig (0:0) wurde er in der 30. Minute für den verletzt ausgeschiedenen Mittelstürmer Dieter Kühn eingewechselt. Es blieb bei seinem einzigen Oberligaspiel für den 1. FC Lokomotive Leipzig.
Zur Saison 1981/82 wechselte Frank Kühne zum Stadtrivalen Chemie Leipzig. Dort war mit vierzehn von 22 möglichen Einsätzen und einem Tor meist Ersatzspieler. Bereits 1982/83 war er als Stürmer Stammspieler. Er bestritt alle 22 Ligaspiele und erzielte dabei neun Tore. Als Staffelsieger beteiligte sich Chemie Leipzig erfolgreich an der Aufstiegsrunde zur Oberliga. Kühne wurde in allen acht Aufstiegsspielen eingesetzt und erzielte mit seinen vier Treffern die meisten Tore seiner Mannschaft. In seiner zweiten Oberligasaison bestritt Kühne nur sieben Partien in der Hinrunde, in denen er lediglich Einwechselspieler war.
In der Winterpause 1984 wechselte Frank Kühne zum Oberliga-Absteiger BSG Chemie Böhlen, wo bereits weitere ehemalige Spieler aus Leipzig zum Kader gehörten. Kühne kam in allen acht restlichen Ligaspielen auf der rechten Angriffsseite zum Einsatz und schoss ein Tor. Er spielte bis 1988 in Böhlen, bestritt von insgesamt 144 ausgetragenen DDR-Liga-Spielen 98 Begegnungen und erzielte vierzehn Tore. Dabei wurde er stets als Stürmer entweder auf der rechten als auch auf der linken Seite eingesetzt. Als 30-Jähriger bestritt er 1987/88 seine letzte DDR-Liga-Saison, in der als Linksaußen 22 von 34 Punktspielen absolvierte. Für die Saison 1988/89 war er noch einmal für die Ligamannschaft nominiert worden, kam aber nicht mehr zum Einsatz. Er erschien auch später nicht mehr im höheren Ligenbereich.